# HMS Oberon (S09)
El HMS Oberon (S09) fue el primer submarino de la clase Oberon perteneciente a la Marina Real Británica. Fue construido por HM Dockyard, Chatham (Reino Unido) y botado el 24 de febrero de 1961. El coste del buque fue de 2,43 millones de libras esterlinas.
El Oberon fue dado de baja en 1986. Fue vendido a Seaforth Group para ser modernizado y vendido a la marina egipcia en 1987, pero finalmente, fue desguazado en Grimsby en 1991.